# Johannes Møllehave

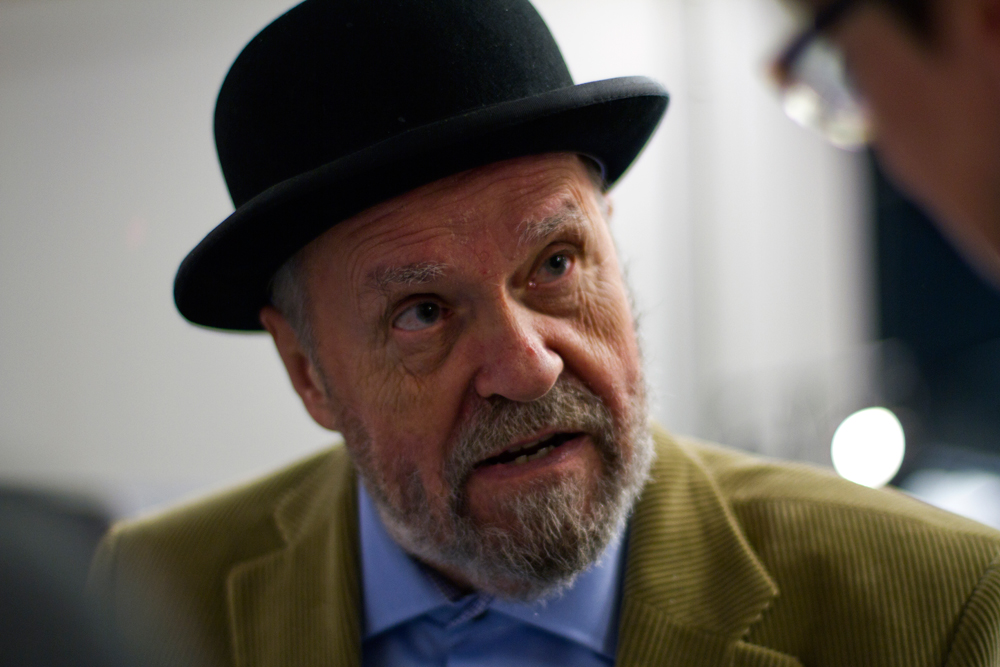
Johannes Møllehave, 2011.

Johannes Volf Møllehave, född 4 januari 1937 i Frederiksberg i Köpenhamn, död 10 maj 2021 i Frederiksberg i Köpenhamn, var en dansk präst, författare och föredragshållare.
Møllehave studerade vid Metropolitanskolen från 1956 och tog sin teologiska examen 1963.
År 1989 gjorde han skivalbumet "Min sang" i samarbete med popmusikern Anne Linnet. Møllehave skrev albumets texter och Linnet musiken.  Albumet nådde förstaplatsen på danska Tracklisten.
Han var gift med Herdis Møllehave från 1958 till hennes död 2001.